# Кармолино-Гидроицкий
Кармолино-Гидроицкий (адыг. Кармалинэ-Гидроицк) — хутор в Кошехабльском муниципальном районе Республики Адыгея России. Входит в Вольненское сельское поселение.

## Население
| 2002 | 2010 | 2013 | 2014 | 2015 | 2016 | 2017 |
| ---- | ---- | ---- | ---- | ---- | ---- | ---- |
| 267  | ↘193 | ↗212 | ↗216 | ↗218 | ↗219 | ↘215 |
| 2018 | 2019 | 2020 | 2021 | 2023 | 2024 |      |
| ↘213 | →213 | ↗223 | ↘191 | ↘184 | ↗189 |      |

По данным Всероссийской переписи населения 2021 года:
| Народ   | Численность, чел. | Доля от всего населения, % |
| ------- | ----------------- | -------------------------- |
| русские | 156               | 81,67 %                    |
| армяне  | 19                | 9,95 %                     |
| адыги   | 10                | 5,24 %                     |
| другие  | 6                 | 3,14 %                     |
| всего   | 191               | 100,0 %                    |

## Улицы
- Восточный переулок,
- Свободы мира,
- Степная.